# 皮耶尔维托里奥·潘普罗
皮耶尔维托里奥·潘普罗（義大利語：Piervittorio Pampuro，1917年4月22日—？），意大利男子曲棍球运动员。他曾代表意大利参加1952年夏季奥林匹克运动会曲棍球比赛，获得第十一名。